# Ernst Crossmann
Ernst Crossmann (* um 1585; † 1622 in Bremen) war ein deutscher Bildhauer und Baumeister der Weserrenaissance.

## Leben
Ernst Crossmann war der Sohn des Lemgoer Baumeisters Georg Crossmann und dessen Frau Margarethe, geb. Stockmann, aus Antwerpen. Bei seinem Vater erlernte er das Handwerk, und als dieser 1605 das Land Lippe verließ und in Hann. Münden mit dem Umbau des mittelalterlichen Rathauses beauftragt wurde, war Ernst bereits am Bau beteiligt.
Georg Crossmann kehrte 1609 nach Lemgo zurück und wurde dort mit dem Bau des Apothekenerkers am Rathaus beauftragt. Spätestens 1610 war auch Ernst Crossmann wieder in Lemgo und arbeitete am Erker des Hauses Papenstraße 12. Er unterstützte seinen Vater bei der Arbeit am  Apothekenerker, war unter anderem für die Porträts in der Fassade verantwortlich, und übernahm nach dem Tod des Vaters die Verantwortung. Nach Abschluss der Arbeiten am Lemgoer Rathaus übersiedelte Ernst Crossmann – wohl aus wirtschaftlichen Gründen – 1613 nach Bremen. Dort führte er unter der Leitung Johann Nackes die Arbeit des verstorbenen Lüder von Bentheim am Rathaus Bremen fort.
Ernst Crossmann war ab 1615 Verwalter der Amtslade seiner Zunft und wurde 1618 Handwerksvorsteher der Stein- und Bildhauer.
Für den Ratsherren Harmen Esich erbaute er das Essighaus. Nach Nackes Ableben (1620) übernahm er den Weiterbau des Wandschneiderhauses.
Ernst Crossmann verstarb 1622 in Bremen.

## Werke (Auswahl)

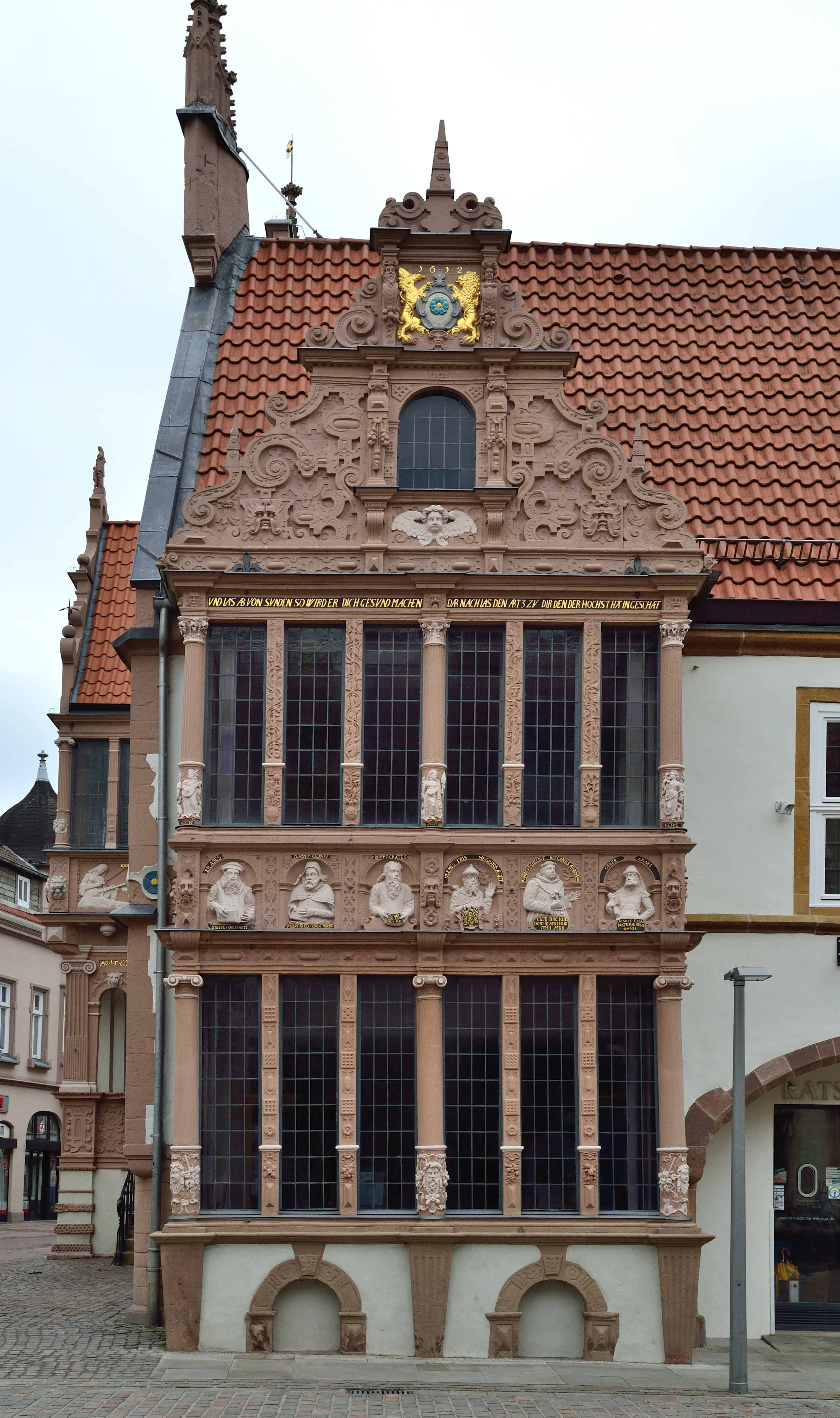
Apothekenerker am Rathaus Lemgo
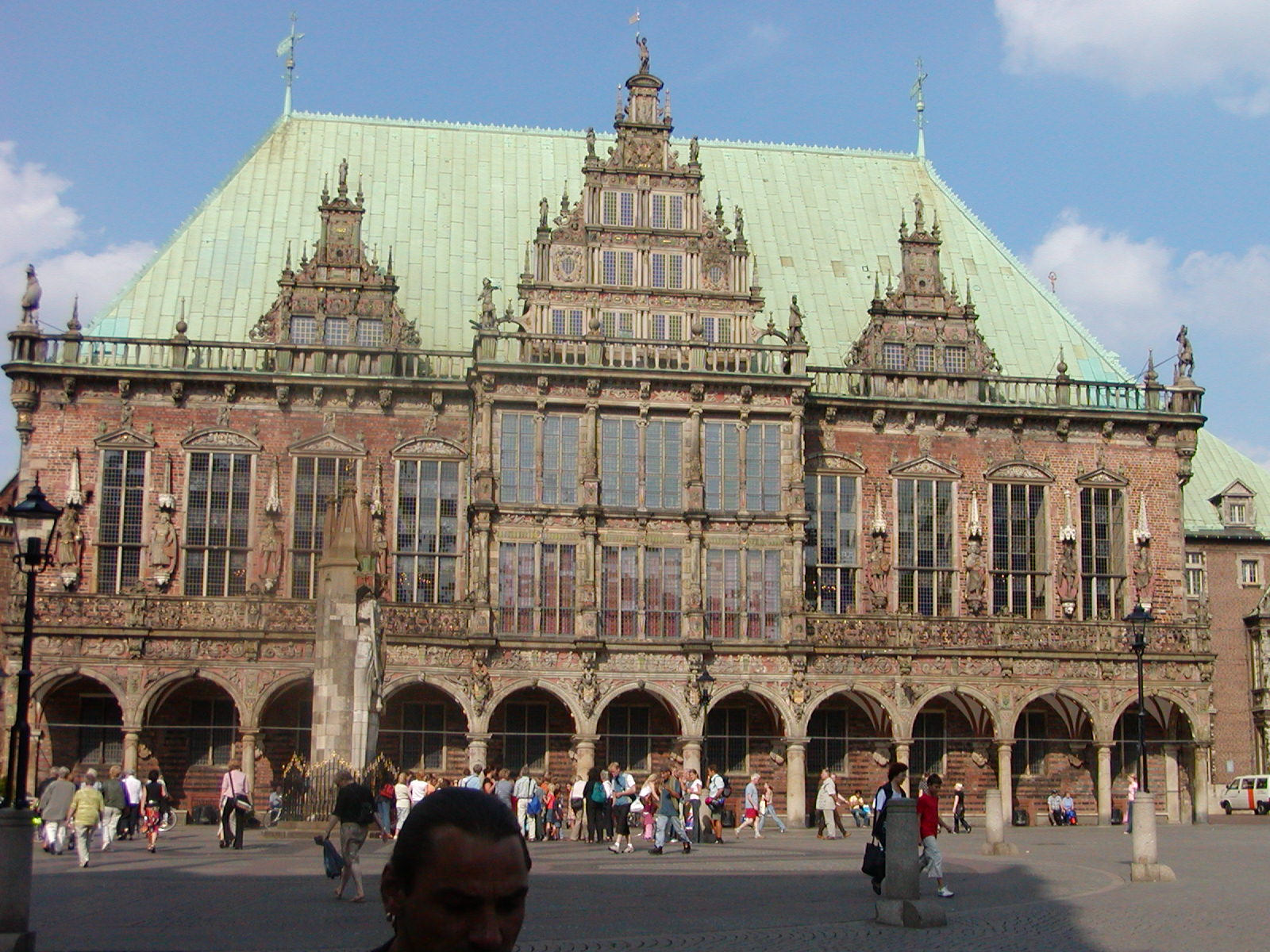
Rathaus Bremen
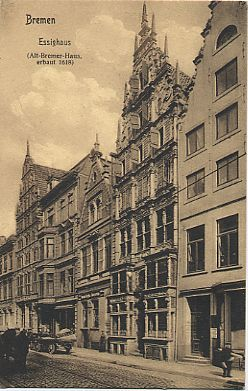
Essighaus
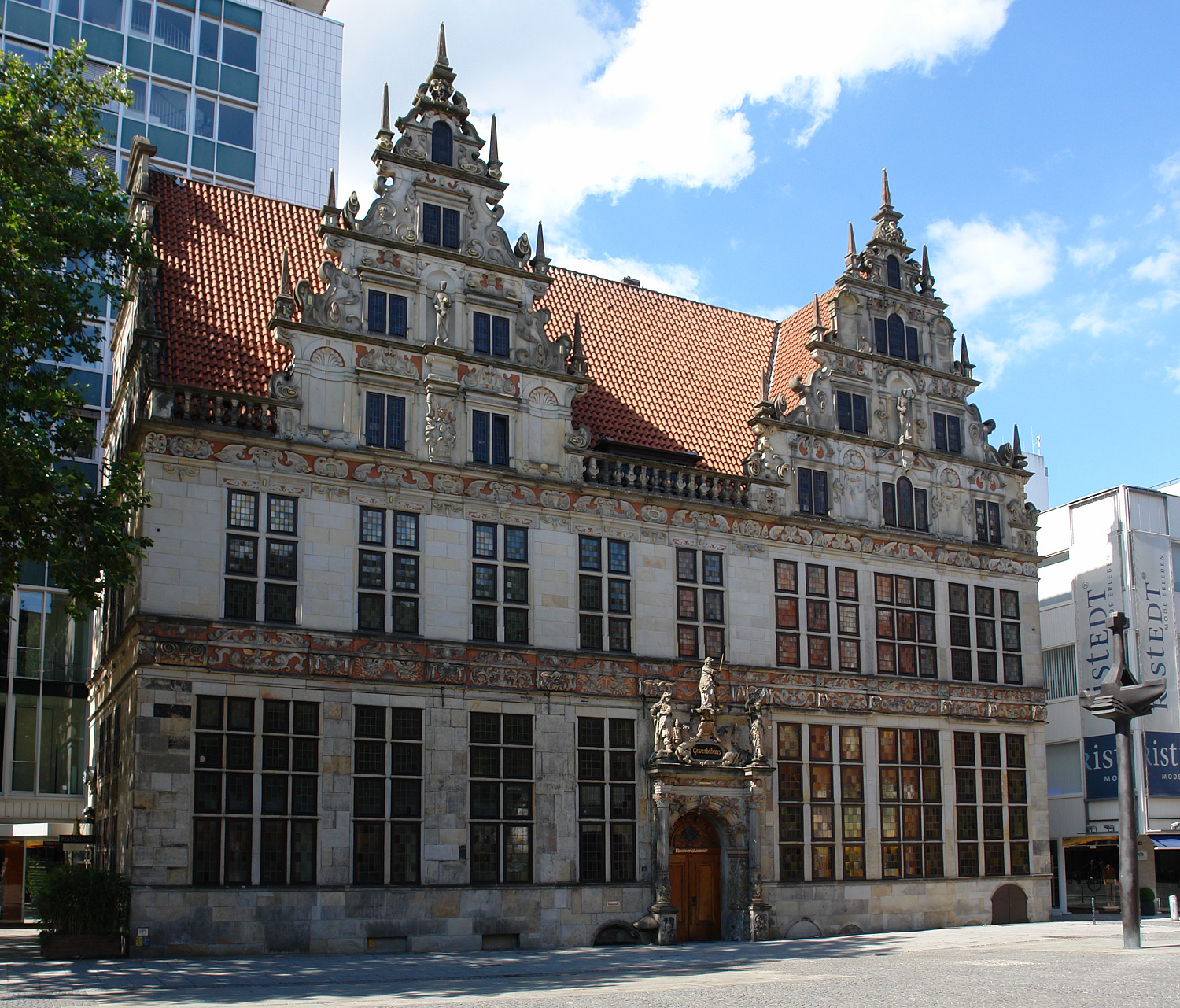
Wandschneiderhaus